# Escalafón militar del Perú
El Escalafón militar del Perú es la lista y orden de los grados o rangos militares, de los cuerpos de Oficiales y Suboficiales de las Fuerzas Armadas y de la Policía Nacional, colocados en orden de grado y antigüedad, en el sistema jerárquico que establece la escala de mando.
Los grados se representan de forma visual mediante insignias o galones, fijadas sobre las charreteras, portapresillas, hombreras o mangas de los uniformes.

## Oficiales
| Grados e insignias de los Oficiales de las Fuerzas Armadas del Perú y PNP | Grados e insignias de los Oficiales de las Fuerzas Armadas del Perú y PNP | Grados e insignias de los Oficiales de las Fuerzas Armadas del Perú y PNP | Grados e insignias de los Oficiales de las Fuerzas Armadas del Perú y PNP | Grados e insignias de los Oficiales de las Fuerzas Armadas del Perú y PNP | Grados e insignias de los Oficiales de las Fuerzas Armadas del Perú y PNP | Grados e insignias de los Oficiales de las Fuerzas Armadas del Perú y PNP | Grados e insignias de los Oficiales de las Fuerzas Armadas del Perú y PNP | Grados e insignias de los Oficiales de las Fuerzas Armadas del Perú y PNP | Grados e insignias de los Oficiales de las Fuerzas Armadas del Perú y PNP | Grados e insignias de los Oficiales de las Fuerzas Armadas del Perú y PNP | Grados e insignias de los Oficiales de las Fuerzas Armadas del Perú y PNP | Grados e insignias de los Oficiales de las Fuerzas Armadas del Perú y PNP |
| ------------------------------------------------------------------------- | ------------------------------------------------------------------------- | ------------------------------------------------------------------------- | ------------------------------------------------------------------------- | ------------------------------------------------------------------------- | ------------------------------------------------------------------------- | ------------------------------------------------------------------------- | ------------------------------------------------------------------------- | ------------------------------------------------------------------------- | ------------------------------------------------------------------------- | ------------------------------------------------------------------------- | ------------------------------------------------------------------------- | ------------------------------------------------------------------------- |
| Equivalencia OTAN                                                         | OF-10                                                                     | OF-9                                                                      | OF-8                                                                      | OF-7                                                                      | OF-6                                                                      | OF-5                                                                      | OF-4                                                                      | OF-3                                                                      | OF-2                                                                      | OF-1                                                                      | Cadete                                                                    |                                                                           |
| Ejército del Perú                                                         |                                                                           |                                                                           |                                                                           |                                                                           |                                                                           |                                                                           |                                                                           |                                                                           |                                                                           |                                                                           |                                                                           |                                                                           |
|                                                                           |                                                                           |                                                                           |                                                                           |                                                                           |                                                                           |                                                                           |                                                                           |                                                                           |                                                                           | Sin insignia                                                              |                                                                           |                                                                           |
| Gran mariscal del Perú                                                    | General de Ejército                                                       | General de división                                                       | General de brigada                                                        | Coronel                                                                   | Comandante o Teniente coronel                                             | Mayor                                                                     | Capitán                                                                   | Teniente                                                                  | Alférez o Subteniente                                                     | Cadete EMCH                                                               |                                                                           |                                                                           |
| Marina de Guerra del Perú                                                 |                                                                           |                                                                           |                                                                           |                                                                           |                                                                           |                                                                           |                                                                           |                                                                           |                                                                           |                                                                           |                                                                           |                                                                           |
|                                                                           |                                                                           |                                                                           |                                                                           |                                                                           |                                                                           |                                                                           |                                                                           |                                                                           |                                                                           | Sin insignia                                                              |                                                                           |                                                                           |
| Gran almirante del Perú                                                   | Almirante                                                                 | Vicealmirante                                                             | Contraalmirante                                                           | Capitán de navío                                                          | Capitán de fragata                                                        | Capitán de corbeta                                                        | Teniente primero                                                          | Teniente segundo                                                          | Alférez de fragata                                                        | Cadete ENP                                                                |                                                                           |                                                                           |
| Fuerza Aérea del Perú                                                     |                                                                           |                                                                           |                                                                           |                                                                           |                                                                           |                                                                           |                                                                           |                                                                           |                                                                           |                                                                           |                                                                           |                                                                           |
|                                                                           |                                                                           |                                                                           |                                                                           |                                                                           |                                                                           |                                                                           |                                                                           |                                                                           |                                                                           | Sin insignia                                                              |                                                                           |                                                                           |
| Gran general del Aire                                                     | General del Aire                                                          | Teniente general                                                          | Mayor general                                                             | Coronel                                                                   | Comandante                                                                | Mayor                                                                     | Capitán                                                                   | Teniente                                                                  | Alférez                                                                   | Cadete EOFAP                                                              |                                                                           |                                                                           |
| Policía Nacional del Perú                                                 |                                                                           |                                                                           |                                                                           |                                                                           |                                                                           |                                                                           |                                                                           |                                                                           |                                                                           |                                                                           |                                                                           |                                                                           |
|                                                                           |                                                                           |                                                                           |                                                                           |                                                                           |                                                                           |                                                                           |                                                                           |                                                                           |                                                                           | Sin insignia                                                              |                                                                           |                                                                           |
| Gran general de Policía del Perú                                          | General de Policía                                                        | Teniente general                                                          | General                                                                   | Coronel                                                                   | Comandante                                                                | Mayor                                                                     | Capitán                                                                   | Teniente                                                                  | Alférez                                                                   | Cadete EOPNP                                                              |                                                                           |                                                                           |

## Técnicos
| Grados e insignias del personal subalterno de las Fuerzas Armadas del Perú y PNP | Grados e insignias del personal subalterno de las Fuerzas Armadas del Perú y PNP | Grados e insignias del personal subalterno de las Fuerzas Armadas del Perú y PNP | Grados e insignias del personal subalterno de las Fuerzas Armadas del Perú y PNP | Grados e insignias del personal subalterno de las Fuerzas Armadas del Perú y PNP | Grados e insignias del personal subalterno de las Fuerzas Armadas del Perú y PNP | Grados e insignias del personal subalterno de las Fuerzas Armadas del Perú y PNP | Grados e insignias del personal subalterno de las Fuerzas Armadas del Perú y PNP |
| -------------------------------------------------------------------------------- | -------------------------------------------------------------------------------- | -------------------------------------------------------------------------------- | -------------------------------------------------------------------------------- | -------------------------------------------------------------------------------- | -------------------------------------------------------------------------------- | -------------------------------------------------------------------------------- | -------------------------------------------------------------------------------- |
| Equivalencia OTAN                                                                | WO-5                                                                             | WO-4                                                                             | WO-4                                                                             | WO-3                                                                             | WO-2                                                                             | WO-1                                                                             |                                                                                  |
| Ejército del Perú                                                                |                                                                                  |                                                                                  |                                                                                  |                                                                                  |                                                                                  |                                                                                  |                                                                                  |
|                                                                                  |                                                                                  |                                                                                  |                                                                                  |                                                                                  |                                                                                  |                                                                                  |                                                                                  |
| Técnico superior general del ejército                                            | Técnico jefe superior                                                            | Técnico jefe                                                                     | Técnico primero                                                                  | Técnico segundo                                                                  | Técnico tercero                                                                  |                                                                                  |                                                                                  |
| Marina de Guerra del Perú                                                        |                                                                                  |                                                                                  |                                                                                  |                                                                                  |                                                                                  |                                                                                  |                                                                                  |
|                                                                                  |                                                                                  |                                                                                  |                                                                                  |                                                                                  |                                                                                  |                                                                                  |                                                                                  |
| Técnico Supervisor Primero                                                       | Técnico Supervisor Segundo                                                       | Técnico Supervisor Segundo                                                       | Técnico Primero                                                                  | Técnico Segundo                                                                  | Técnico Tercero                                                                  |                                                                                  |                                                                                  |
| Fuerza Aérea del Perú                                                            |                                                                                  |                                                                                  |                                                                                  |                                                                                  |                                                                                  |                                                                                  |                                                                                  |
|                                                                                  |                                                                                  |                                                                                  |                                                                                  |                                                                                  |                                                                                  |                                                                                  |                                                                                  |
| Técnico Supervisor Mayor                                                         | Técnico Supervisor                                                               | Técnico Inspector                                                                | Técnico Primero                                                                  | Técnico Segundo                                                                  | Técnico Tercero                                                                  |                                                                                  |                                                                                  |
| Policía Nacional del Perú                                                        |                                                                                  |                                                                                  |                                                                                  |                                                                                  |                                                                                  |                                                                                  |                                                                                  |
|                                                                                  |                                                                                  |                                                                                  |                                                                                  |                                                                                  |                                                                                  |                                                                                  |                                                                                  |
| Suboficial Técnico Superior                                                      | Suboficial Técnico Brigadier                                                     | Suboficial Técnico Brigadier                                                     | Suboficial Técnico Primero                                                       | Suboficial Técnico Segundo                                                       | Suboficial Técnico Tercero                                                       |                                                                                  |                                                                                  |

## Personal subalterno y tropa
| Grados e insignias del personal subalterno de las Fuerzas Armadas del Perú y PNP | Grados e insignias del personal subalterno de las Fuerzas Armadas del Perú y PNP | Grados e insignias del personal subalterno de las Fuerzas Armadas del Perú y PNP | Grados e insignias del personal subalterno de las Fuerzas Armadas del Perú y PNP | Grados e insignias del personal subalterno de las Fuerzas Armadas del Perú y PNP | Grados e insignias del personal subalterno de las Fuerzas Armadas del Perú y PNP | Grados e insignias del personal subalterno de las Fuerzas Armadas del Perú y PNP | Grados e insignias del personal subalterno de las Fuerzas Armadas del Perú y PNP |
| -------------------------------------------------------------------------------- | -------------------------------------------------------------------------------- | -------------------------------------------------------------------------------- | -------------------------------------------------------------------------------- | -------------------------------------------------------------------------------- | -------------------------------------------------------------------------------- | -------------------------------------------------------------------------------- | -------------------------------------------------------------------------------- |
| Grupo de rango                                                                   | Suboficiales                                                                     | Suboficiales                                                                     | Suboficiales                                                                     | Personal de tropa                                                                | Personal de tropa                                                                | Personal de tropa                                                                | Personal de tropa                                                                |
| Ejército del Perú                                                                |                                                                                  |                                                                                  |                                                                                  |                                                                                  |                                                                                  |                                                                                  |                                                                                  |
|                                                                                  |                                                                                  |                                                                                  |                                                                                  |                                                                                  |                                                                                  |                                                                                  |                                                                                  |
| Suboficial 1° EP                                                                 | Suboficial 2° EP                                                                 | Suboficial 3° EP                                                                 | Sargento 1°                                                                      | Sargento 2°                                                                      | Cabo                                                                             | Soldado                                                                          |                                                                                  |
| Marina de Guerra del Perú                                                        |                                                                                  |                                                                                  |                                                                                  |                                                                                  |                                                                                  |                                                                                  |                                                                                  |
|                                                                                  |                                                                                  |                                                                                  |                                                                                  |                                                                                  | Sin insignia                                                                     | Sin insignia                                                                     |                                                                                  |
| Oficial de Mar 1°                                                                | Oficial de Mar 2°                                                                | Oficial de Mar 3°                                                                | Cabo 1°                                                                          | Cabo 2°                                                                          | Marinero                                                                         | Grumete                                                                          |                                                                                  |
| Fuerza Aérea del Perú                                                            |                                                                                  |                                                                                  |                                                                                  |                                                                                  |                                                                                  |                                                                                  |                                                                                  |
|                                                                                  |                                                                                  |                                                                                  |                                                                                  |                                                                                  |                                                                                  |                                                                                  |                                                                                  |
| Suboficial 1° FAP                                                                | Suboficial 2° FAP                                                                | Suboficial 3° FAP                                                                | Sargento 1°                                                                      | Sargento 2°                                                                      | Cabo                                                                             | Avionero                                                                         |                                                                                  |
| Policía Nacional del Perú                                                        |                                                                                  |                                                                                  |                                                                                  |                                                                                  |                                                                                  |                                                                                  |                                                                                  |
|                                                                                  |                                                                                  |                                                                                  | Sin insignia                                                                     | Sin insignia                                                                     | Sin insignia                                                                     | Sin insignia                                                                     |                                                                                  |
| Suboficial de Primera PNP                                                        | Suboficial de Segunda PNP                                                        | Suboficial de Tercera PNP                                                        | Alumno 3° A. PNP                                                                 | Alumno 2° A. PNP                                                                 | Alumno 1° A. PNP                                                                 | Ingresante PNP                                                                   |                                                                                  |